# Баймлер Ганс
Баймлер Ганс (2 липня 1895 — 1 грудня 1936) — діяч революційного руху в Німеччині.

## Життєпис
Робітник. У 1918 році він вступив до спілки «Спартак». У 1919 брав участь у збройному захисті Баварської Радянської Республіки. Обирався депутатом Баварського Ландтагу і Німецького Рейхстагу. У 1933 році його помістили у концтабор Дахау, звідки він здійснив втечу. У 1936 році він був членом ЦК Компартії Німеччини. Під час націонал-революційної війни іспанського народу 1936—1939 років він був політкомісаром батальйону імені Тельмана (див. Інтернаціональні бригади).